# ヴァン・ダインの二十則
ヴァン・ダインの二十則（ヴァン・ダインのにじっそく）は、推理小説家S・S・ヴァン・ダインが「アメリカン・マガジン」誌（American Magazine）の1928年9月号に掲載し、1936年に刊行した自らの短編集（Philo Vance investigates）に収録した、推理小説を書く上での20の規則である。「探偵小説作法二十則」（英: Twenty Rules for Writing Detective Stories）ともいう。
1927年に本名のウィラード・ハンティントン・ライト名義で出版した『探偵小説傑作集』（The Great Detective Stories: A Chronological Anthology, 1931年に『世界探偵小説傑作集』 The World's Great Detective Stories と改題）の序文として掲載した「推理小説論」とともに、ヴァン・ダインが推理小説評論の世界に残した大きな指標の一つとなっている。
ノックスの十戒と並んで有名な規則であり、推理小説へ入門する者にとっての基本指針となっているが、この二十則を意図的に破った作品も数多く存在する。

## 内容
1. 事件の謎を解く手がかりは、全て明白に記述されていなくてはならない。
2. 作中の人物が仕掛けるトリック以外に、作者が読者をペテンにかけるような記述をしてはいけない。
3. 不必要なラブロマンスを付け加えて知的な物語の展開を混乱させてはいけない。ミステリーの課題は、あくまで犯人を正義の庭に引き出す事であり、恋に悩む男女を結婚の祭壇に導くことではない。
4. 探偵自身、あるいは捜査員の一人が突然犯人に急変してはいけない。これは恥知らずのペテンである。
5. 論理的な推理によって犯人を決定しなければならない。偶然や暗合、動機のない自供によって事件を解決してはいけない。
6. 探偵小説には、必ず探偵役が登場して、その人物の捜査と一貫した推理によって事件を解決しなければならない。
7. 長編小説には死体が絶対に必要である。殺人より軽い犯罪では読者の興味を持続できない。
8. 占いや心霊術、読心術などで犯罪の真相を告げてはならない。
9. 探偵役は一人が望ましい。ひとつの事件に複数の探偵が協力し合って解決するのは推理の脈絡を分断するばかりでなく、読者に対して公平を欠く。それはまるで読者をリレーチームと競争させるようなものである。
10. 犯人は物語の中で重要な役を演ずる人物でなくてはならない。最後の章でひょっこり登場した人物に罪を着せるのは、その作者の無能を告白するようなものである。
11. 端役の使用人等を犯人にするのは安易な解決策である。その程度の人物が犯す犯罪ならわざわざ本に書くほどの事はない。
12. いくつ殺人事件があっても、真の犯人は一人でなければならない。但し端役の共犯者がいてもよい。
13. 冒険小説やスパイ小説なら構わないが、探偵小説では秘密結社やマフィアなどの組織に属する人物を犯人にしてはいけない。彼らは非合法な組織の保護を受けられるのでアンフェアである。
14. 殺人の方法と、それを探偵する手段は合理的で、しかも科学的であること。空想科学的であってはいけない。例えば毒殺の場合なら、未知の毒物を使ってはいけない。
15. 事件の真相を説く手がかりは、最後の章で探偵が犯人を指摘する前に、作者がスポーツマンシップと誠実さをもって、全て読者に提示しておかなければならない。
16. 余計な情景描写や、脇道に逸れた文学的な饒舌は省くべきである。
17. プロの犯罪者を犯人にするのは避けること。それらは警察が日ごろ取り扱う仕事である。真に魅力ある犯罪はアマチュアによって行われる。
18. 事件の真相を事故死や自殺で片付けてはいけない。こんな竜頭蛇尾は読者をペテンにかけるものだ。
19. 犯罪の動機は個人的なものが良い。国際的な陰謀や政治的な動機はスパイ小説に属する。
20. 自尊心（プライド）のある作家なら、次のような手法は避けるべきである。これらは既に使い古された陳腐なものである。
  - 犯行現場に残されたタバコの吸殻と、容疑者が吸っているタバコを比べて犯人を決める方法
  - インチキな降霊術で犯人を脅して自供させる
  - 指紋の偽造トリック
  - 替え玉によるアリバイ工作
  - 番犬が吠えなかったので犯人はその犬に馴染みのあるものだったとわかる
  - 双子の替え玉トリック
  - 皮下注射や即死する毒薬の使用
  - 警官が踏み込んだ後での密室殺人
  - 言葉の連想テストで犯人を指摘すること
  - 土壇場で探偵があっさり暗号を解読して、事件の謎を解く方法

## 日本への紹介
雑誌「新青年」1930年（昭和5年）6月号に「探偵作家心得二十ヶ條」として掲載された。小河原幸夫訳。ヴァン・ダインの寄稿によるものであり、編集部宛書簡の一部も掲載された。

## 評価
アメリカのミステリ評論家ハワード・ヘイクラフトは、1946年に刊行したミステリ評論のアンソロジー『ミステリの美学』 The Art of the Mystery Story において、「出版当時はきわめて画期的であったが、今日なお広い支持層を得るには、せめてルールその三、七、一六は削除するか、大幅な修正を加える必要がある。探偵小説は進化しているのだから！」と評している。
江戸川乱歩は1951年刊行の評論集『幻影城』において、ノックスの十戒とともに「この二つの戒律は、謂わば探偵小説初等文法であって、力量のある作家はこういう文法を無視して優れた作品を書いている例も多く、現在ではもう戒律などの時代を通りすぎているのだが、一九二八年頃には、英米とも謎小説の愛好心が高潮し、こういう戒律まで生れたという点に深い興味がある」と評している。